# Rosa Buchthal

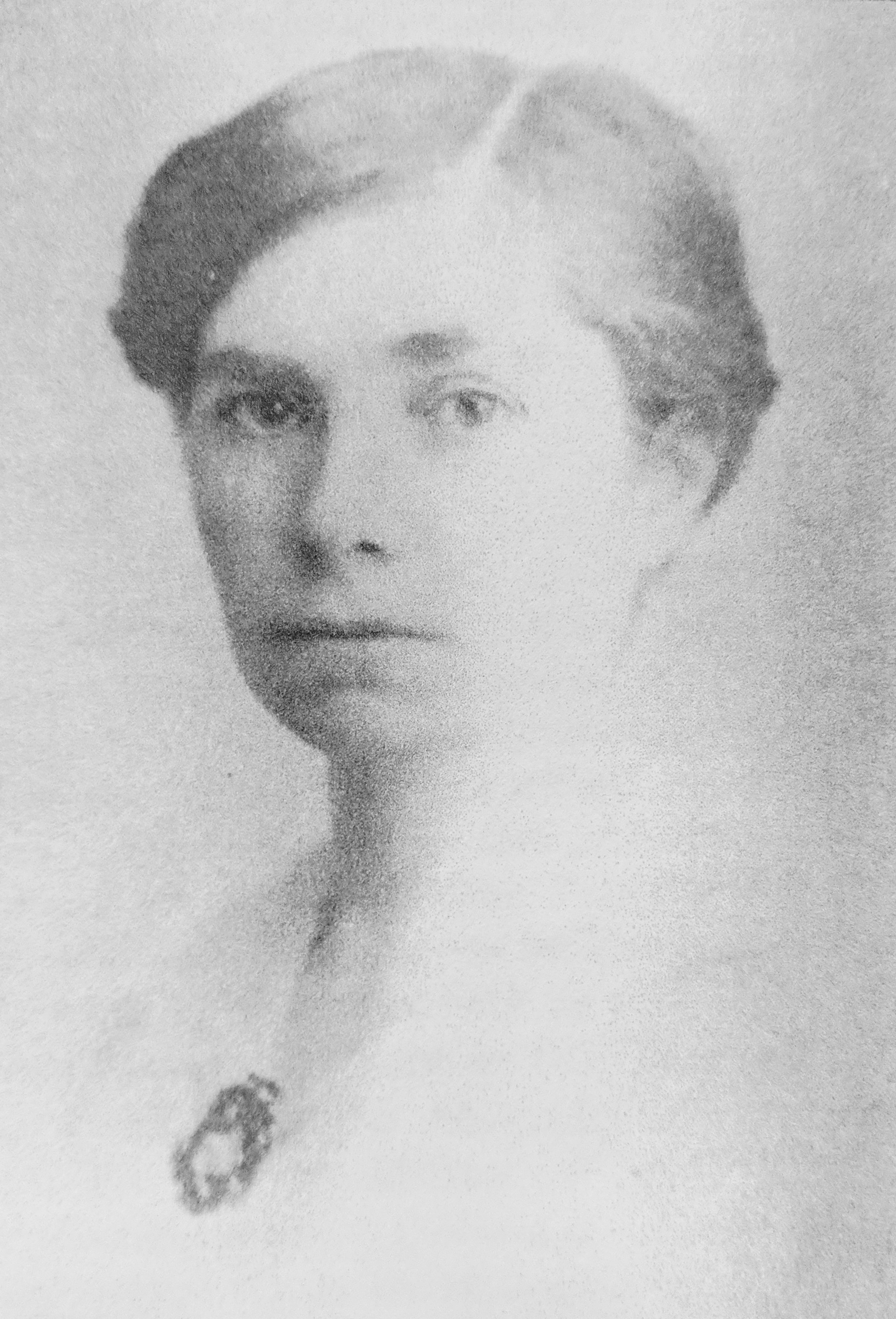
Rosa Buchthal, undatiert, vermutlich um 1900

Rosa Buchthal, geborene Dalberg (* 31. Juli 1874 in Marsberg im Sauerland; † 31. Dezember 1958 in Amsterdam) war eine deutsche Politikerin und Frauenrechtlerin. Sie gehörte in der Weimarer Republik der linksliberalen Deutschen Demokratischen Partei (DDP) an und war 1919 die erste Frau im Magistrat von Dortmund.

## Leben

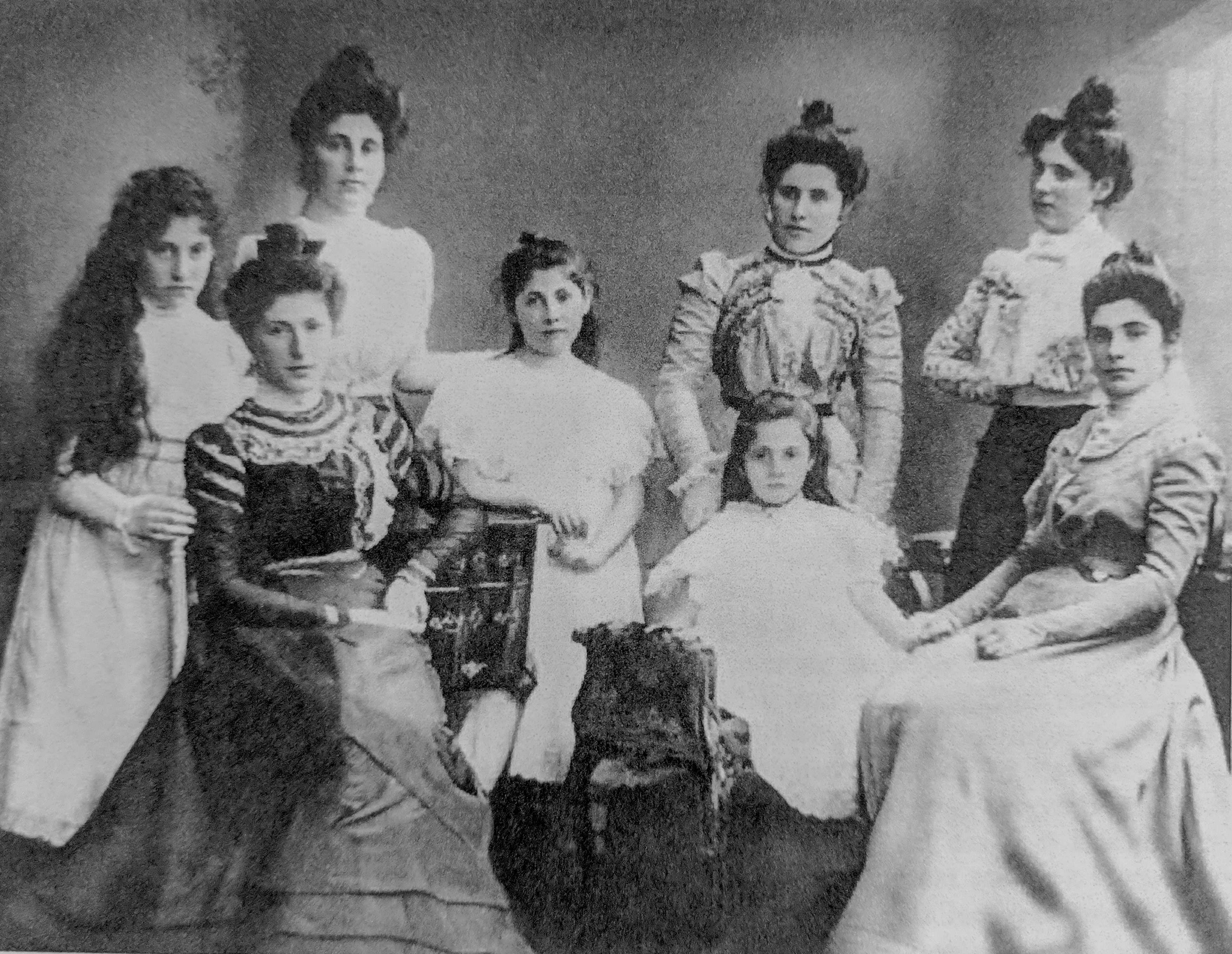
Rosa Buchthal (rechts) mit allen Geschwistern, ca. 1895

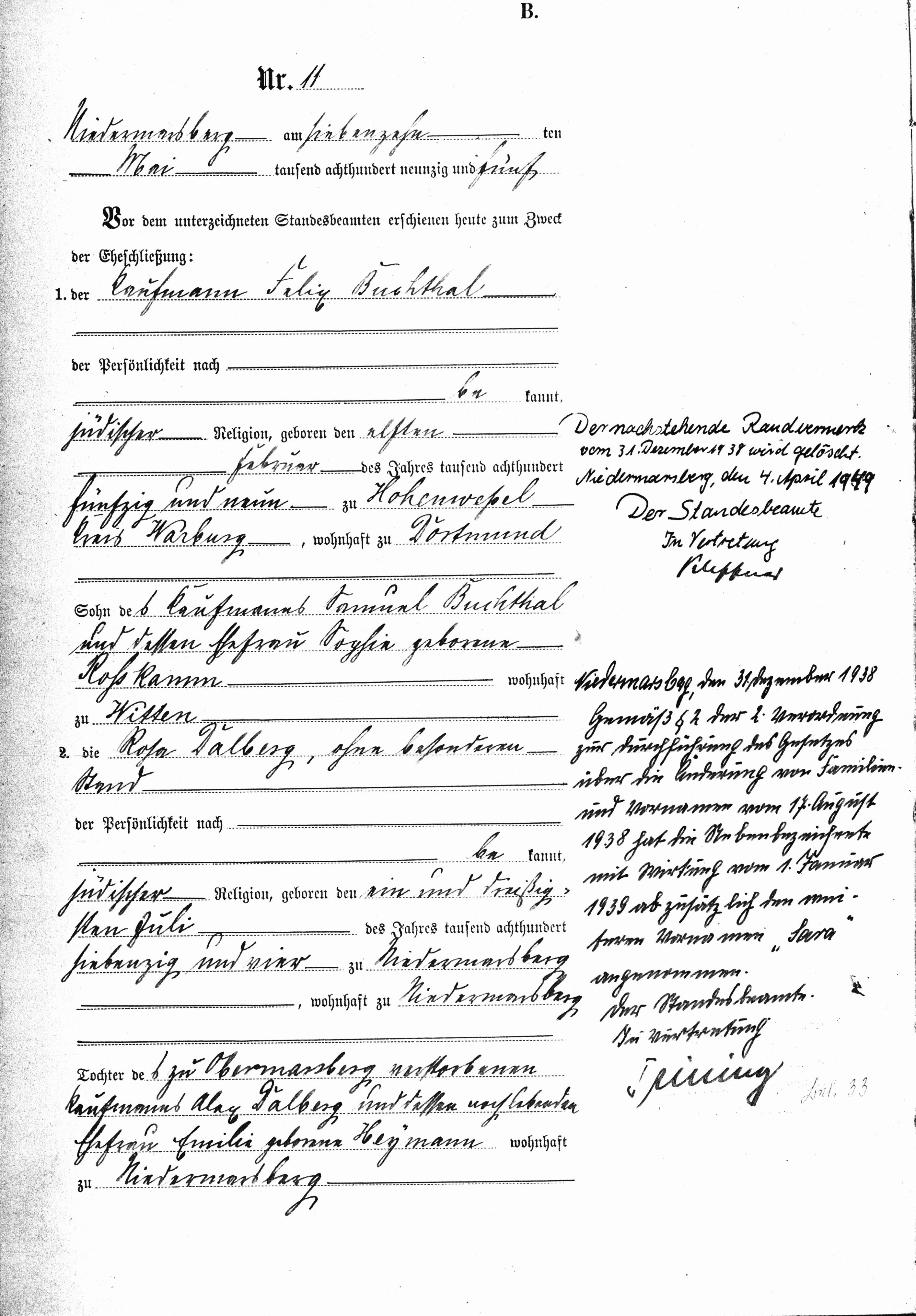
Heiratsurkunde von 1895

Rosa Dalberg war die älteste von acht Töchtern eines angesehenen, im sauerländischen Marsberg lebenden jüdischen Ehepaars Emilie (geb. Heymann) und Abraham/Alexander Dalberg. Als sie 1874 geboren wurde, handelten die Eltern mit Vieh und Stoffen und bewohnten an der Hauptstraße von Niedermarsberg eine Villa im neoklassizistischen Stil. Nach dem Besuch der Mädchenschule in Marsberg heiratete sie Felix Buchthal († 1921), den Inhalber einer Kaffeerösterei „Handel mit Kaffee und Schokolade“ in Dortmund, von Konfession ebenso Jude. „Buchthal u. Comp.“ bezogen 1894 einen Neubau in der Bornstr. 19. Die Rösterei hatte in der Stadt mehrere Filialen, und Rosa wurde, anders als damals üblich, nicht Hausfrau, sondern Mit-Geschäftsführerin. Aus der Ehe gingen zwei Kinder hervor, Alice (* 17. Februar 1896) und Arnold (* 18. November 1900).

### Dortmunder Politikerin
Dortmund entwickelte sich im letzten Quartal des 19. Jahrhunderts zu einer Metropole mit 142.000 Einwohnern im Jahr 1900 mit vielen politischen Aktivitäten. Es bildeten sich Zirkel von Frauen, die sich eine stärkere Beteiligung an gesellschaftlichen und politischen Prozessen zum Ziel machten. Das Wahlrecht für Frauen gab es noch nicht. 1908 gründete Rosa Buchthal zusammen mit anderen einen „Verein liberaler Frauen“, dessen zweite Vorsitzende sie zwei Jahre später wurde. Der Verein hielt an konservativen Werten wie der Wehrpflicht fest, plädierte aber für die Abschaffung der Todesstrafe. Er wehrte sich gegen das Beamtenzölibat (wonach eine Frau ihren Beamtenstatus verlor, wenn sie heiratete), gegen den Sittlichkeitsparagraphen (der Männern quasi einen Freibrief für Gewalt in der Ehe gab) und setzte sich für Tierschutz und die Rechte von Demenzkranken ein.
Mit dem Beginn des Ersten Weltkriegs 1914 ging es dem Kaffeegeschäft immer schlechter, sodass Rosa Buchthal sich entschloss, aktiv in die Politik zu gehen. Sie wurde 1915 Leiterin der Auskunftsstelle für Frauenberufe in der Dortmunder Handelskammer im Arbeitsamt, 1918 „Soziale Hilfsbeamtin“. Nach dem Krieg durften Frauen 1919 erstmals im Deutschen Reich wählen. Sie trat der DDP bei, wurde deren Dezernentin in Dortmund und am 27. Oktober 1919 (gewählt am 22. September) unbesoldetes Mitglied im Magistrat der Stadt, vereidigt am 20. April 1920 vom Oberbürgermeister, am 4. Mai 1921 erneut, diesmal gemäß Artikel 78 der Preußischen Verfassung. Bis 1925 war sie die einzige Frau im Stadtrat. Sie wurde 1925 wiedergewählt, zur Wahl 1928 trat sie nicht mehr an.

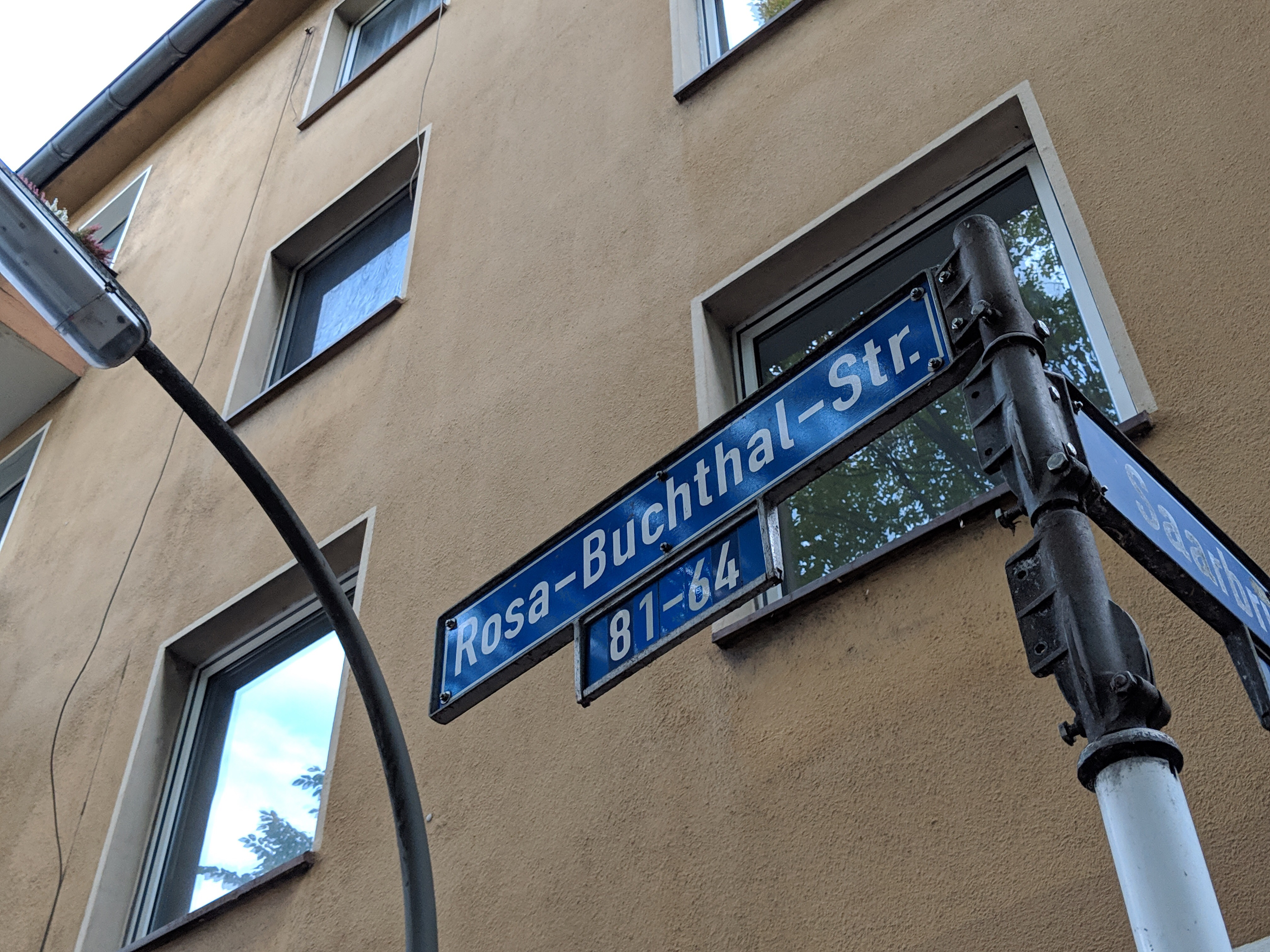
Rosa-Buchthal-Straße, Dortmund

Bei der Machtergreifung der Nationalsozialisten im Jahr 1933 war nur ein Prozent der Dortmunder Bevölkerung jüdisch. Rosa Buchthals Sohn Arnold hatte Jura studiert und war in Dortmund Anwalt und Hilfsrichter. Unter den Nationalsozialisten verlor er bereits 1933 diesen Posten. Am 16. September desselben Jahres kam seine zweite Tochter zur Welt, Vera Buchthal. Im Juli 1939 schickten die Eltern die beiden Töchter Renate und Vera mit einem Kindertransport von Wien nach England. Vera Buchthal nahm dort später den Namen Stephanie Shirley an; sie gründete 1962 eines der ersten Software-Unternehmen Europas und wurde 2000 von der englischen Königin zur Dame Stephanie geadelt. In ihrem Betrieb beschäftigte sie nur Frauen. Ihr Vater, der Sohn Rosa Buchthals, überlebte den Zweiten Weltkrieg und wurde Hessischer Generalstaatsanwalt, anschließend ab 1957 Richter in Darmstadt.

### Flucht in die Niederlande

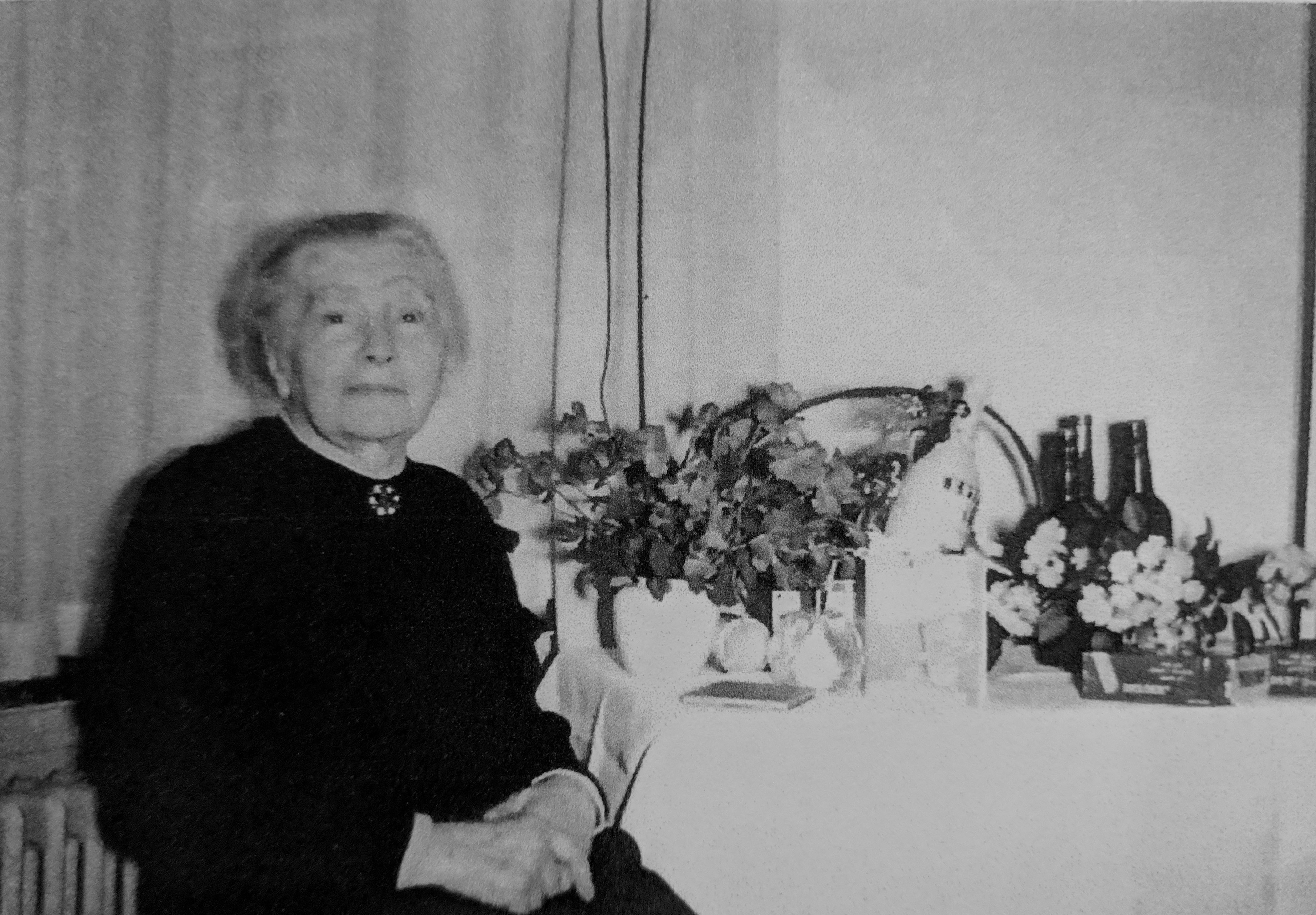
Anlässlich ihres 81. Geburtstags 1955 in Amsterdam

Rosa Buchthal musste, wie alle im NS-Regime registrierten jüdischen Frauen, den zusätzlichen Vornamen Sara annehmen. Das Einwohnermeldeamt weist diesen Eintrag am 6. Juli 1937 aus. Sie gab 1939 ihr Tafelsilber an die befreundete Käsehändlerin Else van Roseven, die das Paket an Bob de Vries nach Amsterdam schickte, wo es aber nie ankam. Im August begann Rosa Buchthals Flucht in die damals noch nicht von den Nazis besetzten Niederlande. Als sie am 29. August an der Grenze bei Emmerich ankam, wurde sie von den holländischen Beamten zurückgewiesen. Erst am 6. Mai 1940 gelang ihr die Einreise. Mit dem Überfall wenige Tage später wurden fast alle in Holland lebenden Juden deportiert, die meisten ermordet. Auch Rosa Buchthal wurde verhaftet, kam aber durch Bestechung des Wachpersonals wenig später frei und tauchte bei einer Familie, die sie vorher nicht kannte, auf deren Bauernhof unter. Laut ihrer Enkelin Vera scherzte sie rückblickend, sie hätte vorsorglich ihr Strickzeug eingepackt, um tagsüber im Keller etwas zu tun zu haben.
Am 2. Januar 1947 bevollmächtigte sie von Amsterdam aus handschriftlich ihren Sohn Arnold in Offenbach, sie in allen vermögensrechtlichen Angelegenheiten zu vertreten. Sie gab ihre eigene Adresse mit Van Tuyll van Serooskerkenweg 43 an, 1958 die van Eegenstraat 64. Sie war damals staatenlos.
Nach dem Zweiten Weltkrieg besuchte Rosa Buchthal einmal England. Sie starb 1958 in einem Hospiz in Amsterdam an Krebs und ist auch in der Stadt begraben. Sie vererbte ihrer Tochter Alice, die damals im holländischen Hertogenbosch lebte, 7290,59 DM. In der Dortmunder Innenstadt wurde 2010 die Schwanenstraße nach Rosa Buchthal umbenannt.
Der Judenstern, den Rosa Buchthal im holländischen Exil tragen musste, wird in der permanenten Holocaust Exhibition des Imperial War Museum, London, gezeigt.